# Foveosculum magnum
Foveosculum magnum är en stekelart som beskrevs av Heinrich 1967. Foveosculum magnum ingår i släktet Foveosculum och familjen brokparasitsteklar. Inga underarter finns listade i Catalogue of Life.